# Vollrad von Mansfeld
Vollrad V. von Mansfeld zu Hinter-Ort (auch: Volrath, Volradt, Volrad) (* 11. März 1520; † 30. Dezember 1578 in Peterstal bei Straßburg) war ein Söldnerführer aus dem Haus der Grafen von Mansfeld.

## Protestantische Herkunft
Seine Eltern waren Albrecht VII. von Mansfeld zu Hinter-Ort (* 1485; † 5. März 1560) und Gräfin Anna von Honstein-Klettenberg. Schon sein Vater war ein enger Freund des Reformators Martin Luther, der aus der Grafschaft Mansfeld stammte, und ein glühender Anhänger der Reformationsbewegung, und auch Vollrad stand dem nicht nach. Er studierte in Wittenberg, wo er Martin Luther selbst hörte, und später unterstützte er den Prediger Cyriacus Spangenberg, der mit dem Erstellen der Mansfelder Chronik beauftragt worden war.

## Militärische Biographie
Nach dem Studium 1544/45 lebte Vollrad zunächst in Frankreich. Im November 1551 lagerte er in Hamburg und rüstete zwei Kriegsschiffe aus. 
Im Mai 1552 wurde er von Herzog Franz I. von Sachsen-Lauenburg beauftragt, das Ratzeburger Domkapitel unter Druck zu setzen. Mansfeld ließ den Ratzeburger Dom plündern und blieb zwei Monate; gegen eine Zahlung von 4.000 Talern brannte er den Dom nicht nieder. 
Im selben Jahr, in dem es zu einer Fehde zwischen dem protestantischen Markgrafen Albrecht von Brandenburg und dem katholischen Herzog Heinrich dem Jüngeren von Braunschweig kam, zerstörte Vollrad mit seinen Söldnern und Mörsern Heinrichs Burg Lichtenberg bei Salzgitter.
Er eroberte und besetzte Burg Liebenburg und zerstörte Burg und Wirtschaftsgebäude des Rittergut Kirchberg (Ortsteil von Seesen). 1553 brannte er das benachbarte Wildemann nieder und zerstörte den Richtschacht der „Wildemanns Fundgrube“.
In der Schlacht bei Moncontour 1569 stand er, als Söldnerführer im Heer der Hugenotten, seinem Namensvetter Peter Ernst I. von Mansfeld gegenüber, der ein spanisches Hilfskontingent für die Katholiken kommandierte. Vollrad kehrte 1570 in die Grafschaft Mansfeld zurück, wo er den Eislebener Prediger Cyriacus Spangenberg im theologischen Streit um die Erbsünde unterstützte.
1578 reiste er nach Straßburg, wo er vier Meilen vor der Stadt, bei Peterstal, von Wassersucht befallen wurde und bald danach verstarb.

## Ehe und Nachkommen
Am 22. November 1556 auf Schloss Mansfeld heiratete er Barbara Reuß zu Plauen (* 1528; † 1580), die Tochter des Heinrich XIII. Reuß zu Greiz (letzter Vogt von Plauen, Herr von Greiz (1502–35), Herr von Ober-Kranichfeld (1529–35), Herr von Schauenforst (1529–35), * 1464; † 8. Juni 1535)
- Johann Caspar (* um 1560; † 1586) ⚭ Sophie Schenk von Tautenburg
- Hans Ernst (* um 1561; † 5. September 1572)
- Sara (* 1563; † 18. Dezember 1591) ⚭ ca. 1589 Ludwig Georg Graf zu Stolberg-Ortenberg (* 8. Oktober 1562; † 7. November 1618 in Ortenberg)
- Friedrich (* um 1565; † 7. Dezember 1592)
- Gottfried (* 16. Oktober 1565 in Mansfeld; † 6. Oktober 1568 in Mansfeld)
- David von Mansfeld zu Schraplau, (* 12. Juli 1573; † 16./26. März 1628) ⚭ 1.) Gräfin Agnes Sibille von Mansfeld-Mittelort (* 20. November 1567; † 24. August 1613); ⚭ 2.) 1614 Gräfin Juliane Marie Reuß zu Gera (* 1. Februar 1598; † 4. Januar 1650) 
  - Barbara Magdalena (* 12. Januar 1618; † 25. Dezember 1696) ⚭ 1.) Graf Johann Georg II. von Mansfeld-Eisleben (* 15. Mai 1593; † 10. Februar 1647); ⚭ 2.) Anton von Werthern; ⚭ 3.) Georg Andreas Schwab von Lichtenberg; ⚭ 4.) Graf Georg Albert von Mansfeld-Vorderort (* 4. Mai 1642; † 1696/97)
  - Volrad Heinrich, (* 1621; † 1622)

## Einzelbelege
1. ↑  Ludwig Ferdinand Niemann: Geschichte der Grafen von Mansfeld. Verlag C. Lorleberg, Aschersleben 1834. Seite 115 (online)
2. ↑  Mansfeld. In: Encyclopedia Britannica, Band 17, 1911, auf en.wikisource.org

| Personendaten    | Personendaten                                                                                              |
| ---------------- | --- |
| NAME             | Mansfeld, Vollrad von                                                                                      |
| ALTERNATIVNAMEN  | Mansfeld zu Hinter-Ort, Vollrad V. von; Mansfeld, Volrath von; Mansfeld, Volradt von; Mansfeld, Volrad von |
| KURZBESCHREIBUNG | deutscher Söldnerführer                                                                                    |
| GEBURTSDATUM     | 11. März 1520                                                                                              |
| STERBEDATUM      | 30. Dezember 1578                                                                                          |
| STERBEORT        | Peterstal bei Straßburg                                                                                    |